# Morava, Kočevje
Morava este o localitate din comuna Kočevje, Slovenia, cu o populație de 109 locuitori.